# Matthias Möhring-Hesse
Matthias Möhring-Hesse (* 1961) ist ein deutscher römisch-katholischer Theologe.

## Leben
Möhring-Hesse studierte von 1981 bis 1987 römisch-katholische Theologie und Philosophie an der Philosophisch-Theologischen Hochschule Sankt Georgen und an der Westfälischen Wilhelms-Universität Münster. Von 1987 bis 1991 studierte Möhring-Hesse Soziologie an der Johann-Wolfgang-Goethe-Universität Frankfurt am Main. Von 2007 bis 2011 war Möhring-Hesse Professor für philosophische und theologische Grundlagen des sozialen Handelns an der Hochschule Vechta. Seit 2011 hat er den Lehrstuhl für Theologische Ethik/Sozialethik an der Katholisch-Theologischen Fakultät Tübingen der Eberhard Karls Universität Tübingen inne.

## Schriften (Auswahl)
- Jenseits Katholischer Soziallehre, (hg. gemeinsam mit Bernhard Emunds und Friedhelm Hengsbach), Patmos, Düsseldorf 1993
- Die Rolle der Umweltverbände in den demokratischen und umweltethischen Lernprozessen der Gesellschaft, (gemeinschaftlich mit Friedhelm Hengsbach, Ralf Bammerlin, Christoph Diringer und Bernhard Emunds), Metzler-Poeschel, Stuttgart 1996
- Theozentrik, Sittlichkeit und Moralität christlicher Glaubenspraxis. Theologische Rekonstruktionen, Universitätsverlag Herder, Freiburg 1997
- Reformen fallen nicht vom Himmel. Was kommt nach dem Sozialwort der Kirchen? Mit Beiträgen von Friederike Woldt, Ulrike Wagener und Jürgen Rinderspacher (gemeinschaftlich mit Friedhelm Hengsbach und Bernhard Emunds), Herder Verlag, Freiburg 1997
- Aus der Schieflage heraus: Demokratische Verteilung von Reichtum und Arbeit, (gemeinschaftlich mit Friedhelm Hengsbach), Verlag J.H.W. Dietz, Bonn 1999
- Die demokratische Ordnung der Verteilung. Eine Theorie der sozialen Gerechtigkeit, Campus, Frankfurt/New York  2004